# Florent Boudié
 (décembre 2019).
Si vous disposez d'ouvrages ou d'articles de référence ou si vous connaissez des sites web de qualité traitant du thème abordé ici, merci de compléter l'article en donnant les références utiles à sa vérifiabilité et en les liant à la section « Notes et références ».
Florent Boudié, né le 22 septembre 1973 à Sainte-Foy-la-Grande (Gironde), est un homme politique français.
D'abord membre du Parti socialiste, il est élu député en 2012 dans la 10e circonscription de la Gironde, puis conseiller régional et porte-parole de la région Nouvelle-Aquitaine en décembre 2015.
Il est réélu député en 2017, après avoir rejoint La République en marche (LREM), puis à nouveau en 2022 et 2024 sous cette même étiquette.

## Biographie

### Jeunesse et études
Petit-fils de résistant devenu gendarme à la Libération et d'un d'instituteur[réf. souhaitée], Florent Boudié est né le 22 septembre 1973 à Sainte-Foy-la-Grande et passe son enfance et son adolescence dans la commune de Pineuilh.
À 17 ans, il entre à l'Institut d'études politiques de Bordeaux dont il est diplômé en 1994. Il décroche également une maîtrise en droit européen à l'université de Bordeaux la même année. 
Il poursuit ses études à l'Université Panthéon-Assas où il obtient un DEA de droit européen. Après ses études, il enseigne le droit public à l'Université Panthéon-Assas puis à l'Université Bordeaux-Montesquieu[réf. souhaitée].

### Parcours politique

#### Débuts
En 2003, il devient conseiller aux transports et à la décentralisation auprès d'Alain Rousset, président du Conseil régional d'Aquitaine, puis devient son chargé des travaux rédactionnels jusqu'en octobre 2007. À cette date, il prend les fonctions de directeur de cabinet de Gilbert Mitterrand à la ville de Libourne, jusqu'au mois de mai 2011.

#### Député PS de laXIVelégislature
En 2012, il se présente aux élections législatives dans la 10e circonscription de la Gironde. Arrivé en tête au premier tour, devant le député sortant Jean-Paul Garraud, avec respectivement 36,96 % et 32,22 % des suffrages exprimés, il s'impose au second tour, avec 54,60 %.

#### Conseiller régional de Nouvelle-Aquitaine (depuis 2015)
En décembre 2015, il est élu conseiller régional d'Aquitaine-Limousin-Poitou-Charentes, lors des  élections régionales en Gironde. Il est alors désigné porte-parole d'Alain Rousset, président de la région Nouvelle Aquitaine. Il démissionne alors du mandat de conseiller municipal de Sainte-Foy-la-Grande pour se conformer à la règle du non-cumul des mandats.

#### Élection présidentielle de 2017 et adhésion à En marche
Dès le printemps 2016, il soutient Emmanuel Macron, adhère au mouvement En marche et intègre le comité politique (COPOL) du candidat pour l'élection présidentielle de 2017. En septembre 2016, il crée, avec plusieurs autres parlementaires issus du Parti Socialiste, un groupe nommé « La Gauche avec Macron ». Au mois de décembre 2016, il accepte de parrainer Manuel Valls dans le cadre de la primaire de la Belle alliance populaire, considérant qu'une même famille de pensée doit se rassembler, des modérés de la droite républicaine à Manuel Valls en passant par Emmanuel Macron.
Il confirme néanmoins son soutien au candidat En marche, ce qui lui vaut d'être exclu du Parti socialiste et de se voir retirer l'investiture socialiste en vue des élections législatives de juin 2017.

#### Député LREM de laXVelégislature
Le 11 mai 2017, il fait partie des 27 députés sortants investis candidats de La République en marche.
Confronté à un candidat du Parti socialiste au premier tour de l'élection législative ayant obtenu 4,94 % des suffrages, il remporte le second tour avec 67,90 % des voix face à la candidate du Front national.
Il est responsable du projet de loi sur l'immigration au sein du groupe LREM (chargé des discussions avec le cabinet du ministre Gérard Collomb). A ce titre, il travaille étroitement avec Élise Fajgeles, rapporteure du projet de loi. Il pilote également un groupe de travail de députés LREM sur l'islam, dont l’objectif est d’identifier des pistes de réforme, pouvant amener à une rénovation de la loi de séparation des Églises et de l'État,.
En juillet 2019, à l'occasion des élections pour le renouvellement des postes à responsabilités au sein du groupe LREM à l'Assemblée, il se porte candidat à la présidence du groupe LREM. Alors que Gilles Le Gendre est réélu dès le premier tour, il arrive en deuxième position sur six avec 76 voix.
En septembre 2020, après l'élection de Christophe Castaner comme président du groupe LREM, celui-ci le nomme vice-président du groupe chargé des territoires.
Avec sa collègue Olga Givernet, il est chargé de proposer une stratégie à Stanislas Guerini, délégué général de LREM, pour les élections régionales de 2021.
En 2023, il est rapporteur du controversé projet de loi « immigration ».
Il est réélu député en juillet 2024.